# About Adam
About Adam är en irländsk/brittisk/amerikansk film från 2000

## Handling
Den oemotståndlige och oförutsägbare Adam inleder förhållanden med två systrar.

## Om filmen
Filmen är inspelad i Dublin.
Den hade världspremiär vid Sundance Film Festival den 28 januari 2000 och svensk premiär den 8 september 2004 på SVT1.

## Rollista (i urval)
- Stuart Townsend - Adam
- Frances O'Connor - Laura
- Charlotte Bradley - Alice
- Kate Hudson - Lucy
- Alan Maher - David
- Brendan Dempsey - Martin
- Cathleen Bradley - Karen
- Rosaleen Linehan - Peggy